# Chiesa e convento di San Nicolò
Il convento di San Nicolò, con l'annessa e omonima chiesa, è un complesso religioso di Schio in provincia di Vicenza. Situato a circa due chilometri dal centro storico della cittadina, in collina, è sempre stato gestito dai Cappuccini, che vi sono rientrati nel 1946 dopo la soppressione di metà Settecento. La chiesa, molto sobria, contiene numerose tele di autori locali e un tabernacolo ligneo del Seicento. Nel corso della sua lunga storia il convento ebbe ospiti illustri come San Lorenzo da Brindisi, San Leopoldo e San Marco d'Aviano.

## Storia
Le origini della chiesa non sono note, ma si sa che nel Duecento era a sé stante, senza convento annesso, e sede di un gruppo di penitenti. Così dovette rimanere ancora per lungo tempo, almeno fino al 1536, quando venne ceduta dal Comune ai frati cappuccini, da poco giunti nella cittadina e guidati dallo scledense Fra' Matteo Pedrazza. Dopo una prima, provvisoria edificazione di un convento attorno all'edificio, probabilmente in materiali poveri, nel 1570 vengono avviati radicali lavori di ricostruzione, che coinvolgono anche la chiesa. Quest'ultima viene demolita e ricostruita ed attorno ad essa vengono edificati dei fabbricati destinati a ospitare i frati. I lavori dovettero proseguire per tutto il resto del Cinquecento, fino alla consacrazione nel 1602 con il titolo di San Nicolò. Negli anni successivi il complesso viene ampliato con la costruzione della sacrestia, del refettorio e della biblioteca.

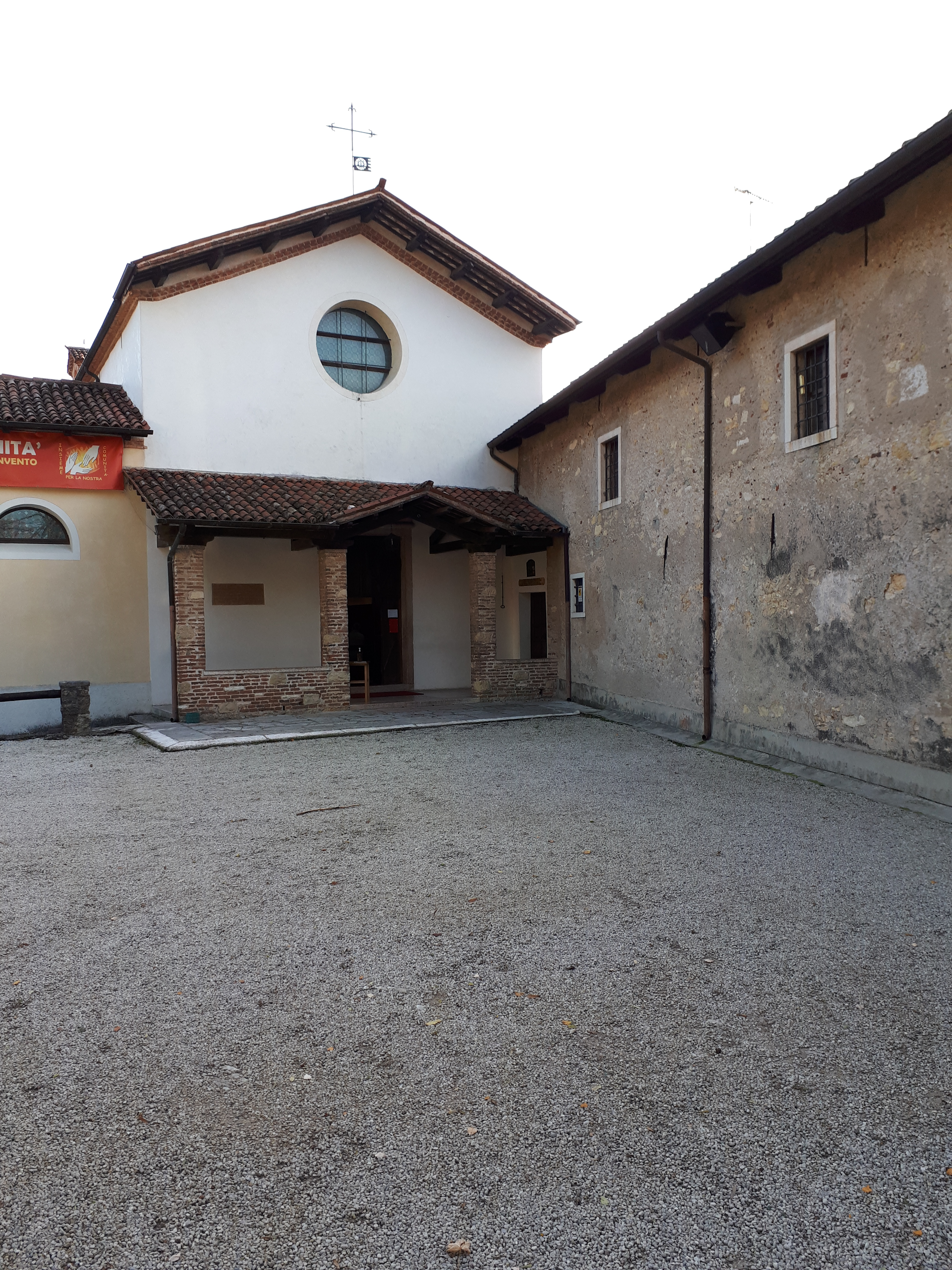
La disadorna facciata della chiesa

Nel 1606, durante i gravi dissidi fra la Repubblica di Venezia e la Santa Sede che richiedono al popolo e agli ordini religiosi uno schieramento nell'una o nell'altra fazione, quasi tutti quelli presenti nel dominio veneto si schierano a favore di quest'ultimo, tranne i Gesuiti, i Teatini e i Cappuccini. I primi vengono espulsi con la forza, gli altri due se ne vanno spontaneamente, cosa che accade anche nell'ambito di San Nicolò. Terminate le lotte nel 1607, l'anno successivo, ottengono comunque il permesso di rientrare nel loro convento. Nel 1636 vengono edificate le mura di cinta ancor oggi esistenti dopo l'acquisto di un appezzamento di terreno dietro al convento.
Nel 1769 il convento viene soppresso e incamerato nei beni della Repubblica: il tutto viene ripartito in vari lotti e adibito a residenza privata, mentre la chiesa rimane officiata e aperta ai fedeli. Nel 1926 i Cappuccini muovono nuovamente il loro interesse verso il convento che, dopo varie trattative, in cui si inserirono anche il Vescovo di Treviso Andrea Giacinto Longhin e Papa Pio X, viene riconcesso ad uso religioso. Radicalmente restaurato fra il 1928 e il 1945, il complesso viene ufficialmente riaperto con una messa solenne il 28 aprile 1946, alla presenza di vescovo di Vicenza Carlo Zinato. Nel 2013 gli ultimi frati presenti a San Nicolò sono stati trasferiti presso altri conventi determinando, di fatto, la chiusura del più antico convento cappuccino del Veneto.

## La chiesa di San Nicolò
L'edificio, con la sua sobrietà, rispecchia pienamente l'ideale di povertà cappuccina.

### Esterno

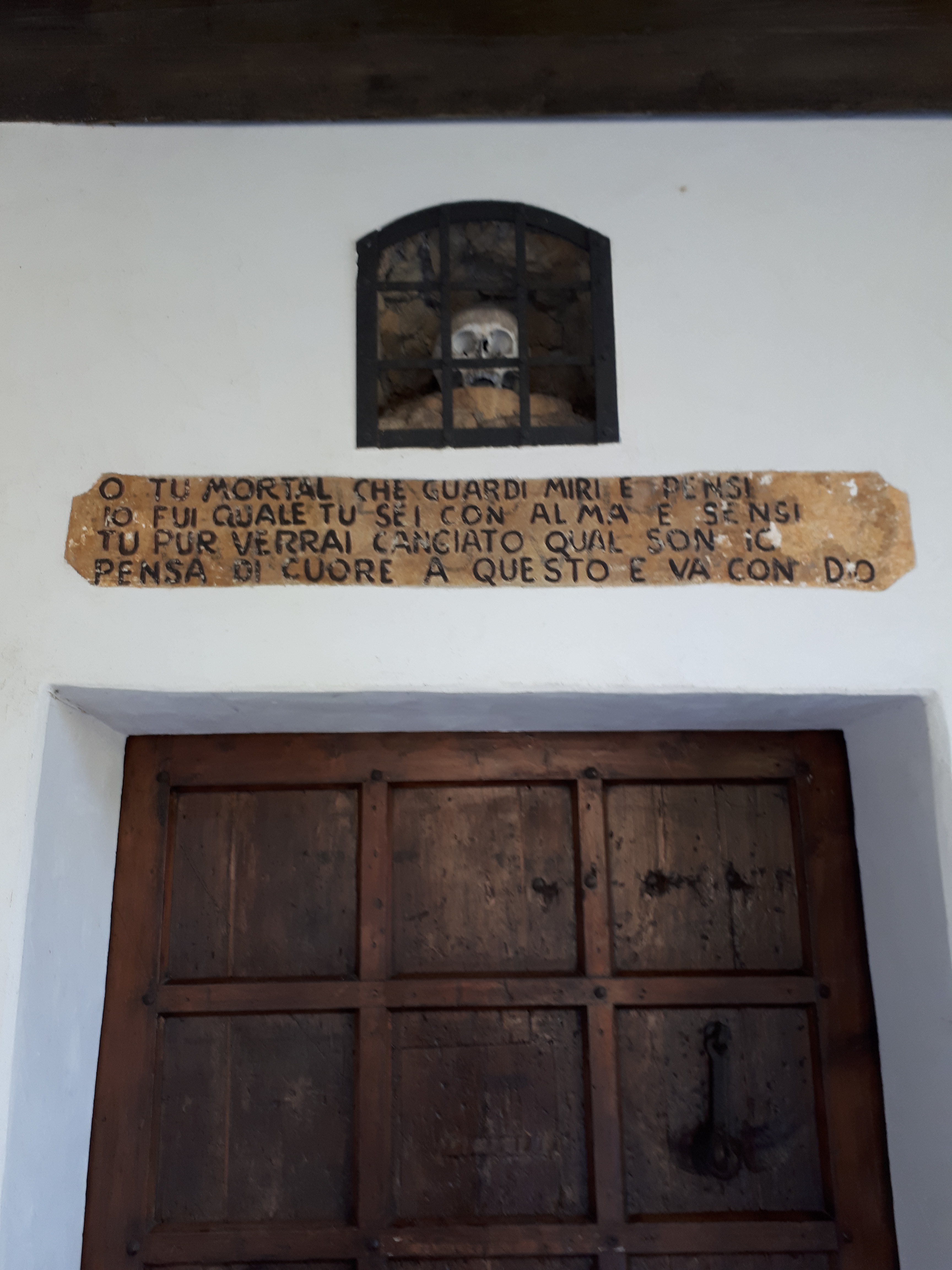
Il teschio conservato entro una nicchia e il motto che l'accompagna

La nuda facciata della chiesa presenta un solo occhio. L'ingresso è preceduto da un piccolo portico sostenuto da pilastri in cotto; sotto di esso, una lapide ricorda la consacrazione della chiesa avvenuta nel 1602. Sopra la porticina laterale che dà accesso ai locali del convento, una nicchia conserva un teschio accompagnato dal monito: "O tu mortal che guardi miri e pensi, / io fui come tu sei con alma e sensi / Tu pur verrai cangiato qual son io / pensa di cuore a questo e va con Dio".
Caratteristico il campanile a vela.

### Interno
L'interno è a navata unica con copertura in capriate a vista. Sulla sinistra l'unica cappella laterale, dedicata a Felice da Cantalice, e la pietra tombale di Fra Matteo (1906-1989) padre cappuccino particolarmente amato; nella stessa cappella si trova un enorme crocefisso ligneo opera di Romano Cremasco. Ad entrambe le pareti dell'aula sono appese tele di grandi dimensioni tra cui una tela di Alessandro Maganza con Santa Lucia e altri santi martiri e altre opere di autori anonimi o locali del Seicento e Settecento. La pavimentazione è in cotto. 
L'altare maggiore, di fattura moderna, è in noce scuro sorretto da quattro piccole colonne di ordine dorico.
Di grande pregio artistico è il tabernacolo in legno, intagliato e dorato, opera di anonimo del Seicento. La pala retrostante, San Nicolò con i santi Francesco, Chiara, Caterina d'Alessandria e Lorenzo, alta più di quattro metri, è opera del 1607 del pittore vicentino Alessandro Maganza, ai lati due tele di Cosimo da Castelfranco completano la composizione. Il coro ligneo, anch'esso molto sobrio, mantiene le forme assunte nel Settecento.